# Falsifikation
Falsifikation, auch Falsifizierung (von lat. falsificare „als falsch erkennen“) oder Widerlegung, ist der Nachweis der Ungültigkeit einer Aussage, Methode, These, Hypothese oder Theorie. Aussagen oder Sachverhalte, z. B. experimentelle Ergebnisse, die eine solche Ungültigkeit nachweisen können, heißen „Falsifikatoren“.
Eine Falsifikation besteht aus dem Nachweis von Unvereinbarkeiten (Inkonsistenzen) bzw. Widersprüchen zwischen verschiedenen Annahmen einer falsifizierten Theorie oder mit unabhängig davon als wahr akzeptierten Annahmen.

## Falsifikationismus
Eine Grundfrage der Wissenschaftstheorie ist, inwieweit und wodurch wissenschaftliche Theorien überprüft werden können. Die Vorstellung, dass durch einzelne Experimente die Wahrheit einer Theorie feststellbar wäre (sog. Verifizierung), trifft in vielen Fällen nicht zu. Die wissenschaftstheoretische Annahme, dass solche Prüfungen die Grundlage der Gütebewertung von Theorien darstellen, ein sogenannter Verifikationismus, sieht daher beispielsweise Karl Popper als gescheitert an. Dagegen setzt er seine Auffassung eines sogenannten Falsifikationismus, wonach zumindest umgekehrt Theorien durch ihr Scheitern in Überprüfungen als falsch auszumachen sind – und wonach sich valide wissenschaftliche Theorien dadurch auszeichnen, dass eine solche Falsifikation überhaupt möglich ist. Insoweit können theoretische Aussagen auch dann, wenn sie nicht beweisbar sind, grundsätzlich als „vorläufig akzeptabel“ gelten, bis sie widerlegt werden.
Falsifizierte Theorien sind nach dieser Auffassung dann zu verwerfen und nur mehr in einer wissenschaftsgeschichtlichen Betrachtung von Interesse.
Dem klassischen Falsifikationismus wird entgegen gehalten, dass sich methodologisch nicht zwingend ergibt, dass die Falsifizierung einer Aussage die Verwerfung der zugrundeliegenden Theorie zur Folge haben muss. Beispielsweise kann auch der Gegenstandsbereich der Theorie eingeschränkt werden oder können Einzelannahmen der Theorie angepasst werden (siehe auch Paradigma sowie Duhem-Quine-These).

## Aussagenlogik
In der klassischen Aussagenlogik ist Falsifikation die Zuordnung des Wahrheitswertes falsch zu einer Aussage im Rahmen des Prinzips der Zweiwertigkeit, desgleichen im Kalkül der Booleschen Algebra.

## Beweistheorie
Eine zentrale Rolle spielt die Widerlegung in der Beweistheorie der Mathematik, zum Beispiel für den Beweis durch Widerspruch (reductio ad absurdum).

## Auswertung experimentell gewonnener Daten
Auch die Auswertung von durch Experimente gewonnenen Daten dient der Falsifikation, in der empirischen Stochastik etwa im Rahmen eines Stichprobenplanes, um Ergebnisse von Beobachtungen zu bezeichnen, die einer angenommenen Wahrscheinlichkeit nicht entsprechen, oder um Kausalitäten zu beurteilen (Nullhypothese). Siehe ausführlich Hypothese (Statistik).

## Informatik
In der Informatik bestimmt man mit falsifizierenden Verfahren die Anwesenheit von Fehlern in einer Software, etwa durch statische Code-Analyse.

## Informationsgehalt
Nach einer bestimmten Lesart von Information ist der (empirische) Informationsgehalt einer Aussage umso höher, je mehr potentielle Falsifikatoren sie hat.